# Jean-Karl Vernay
Jean Karl Vernay, född 31 oktober 1987, är en fransk racerförare.